# 20112012
『20112012』（ツー・ゼロ・ワン・ワン・ツー・ゼロ・ワン・ツー）は、ヒャダイン初のベストアルバム。2012年11月28日にLantisより発売された。
自身初のアルバムであり、初回限定盤と通常盤の2形態で発売された。初回限定盤のDVDには、過去の全シングル曲と新曲2曲のPVが収録されている。

## 収録曲

### disc-one
1. 19802011 -Introduction-
作曲・編曲：前山田健一
ナレーションは服部潤。
2. 20112012 feat.VERBAL (m-flo)
作詞：前山田健一・VERBAL、作曲・編曲：前山田健一
ラップのパートにm-floのVERBALが参加している。
3. ヒャダインのカカカタ☆カタオモイ-C
作詞・作曲・編曲：前山田健一
メジャーデビューシングル。
4. リア充ってこんなもんだっけ feat.ディスクン星人
作詞・作曲・編曲：前山田健一
2枚目のシングルのカップリング曲。
5. キミと中古車とラジオショウ
作詞・作曲・編曲：前山田健一
5枚目のシングルのカップリング曲。
6. あの日のボクへ feat.下野紘
作詞・作曲・編曲：前山田健一
3枚目のシングルのカップリング曲。
7. はみがき
作詞・作曲・編曲：前山田健一
5枚目のシングルのカップリング曲。
8. Start it right away
作詞・作曲・編曲：前山田健一
4枚目のシングル。
9. Million of Bravery (Excalibur Strut/JPN)
作詞・作曲：前山田健一、編曲：河田貴央
10. Hyadain Quest tuned by サカモト教授 -Interlude-
作曲：前山田健一、編曲：サカモト教授
11. はかせのサメといぬ
作詞・作曲・編曲：前山田健一
12. 阪本さんのニャーというとでも思ったか
作詞・作曲：前山田健一、編曲：板垣祐介
13. ヒャダインとももクロのじょーじょーゆーじょー
作詞・作曲・編曲：前山田健一
2枚目のシングルのヒャダル子のパートをももいろクローバーZが歌っている。
14. ヒャダインと野宮真貴のカカカタ☆カタオモイ-F
作詞・作曲・編曲：前山田健一
1枚目のシングルのカップリング曲「ヒャダル子のカカカタ☆カタオモイ-F」のヒャダル子のパートを元ピチカート・ファイヴの野宮真貴が歌っている。

### disc-two
1. トンズラブラザーズのテーマ 2012
作詞：前山田健一、作曲：鈴木慶一、編曲：前山田健一・藤澤慶昌
2. YEAH!×3 No? YEAH!!!
作詞・作曲・編曲：前山田健一
4枚目のシングルのカップリング曲。
3. でんぢゃらすじーさん愛の歌
作詞・作曲・編曲：前山田健一
OVA『でんぢゃらすじーさん邪』主題歌。
4. にゃんぱいあ体操
作詞・作曲・編曲：前山田健一
ヒャダインと麻生夏子があそうにゃつこ & ニャダイン名義で発売したシングル。
5. からあげクン音頭2012 ヒャダインのリリリリ☆リミックス
作詞：須田和博・螺澤裕次郎、作曲：前山田健一・須田和博、編曲：前山田健一
6. イカ娘の地球侵略マーチ
作詞・作曲・編曲：ヒャダイン
7. なめこんぷりけ
作詞：テルジ ヨシザワ、作曲：前山田健一、編曲：Orito
8. ラッコ11号の歌
作詞・作曲：カースィ・ケニーチェ、編曲：前山田健一
前山田健一 + 日高里菜名義の曲で、アニメ『バクマン。』劇中歌。
9. サンバ de トリコ!!!
作詞・作曲・編曲：前山田健一
10. D.T.のうた feat.かよえ!チュー学
作詞・作曲・編曲：前山田健一
3枚目のシングルのカップリング曲。
11. クリスマス?なにそれ?美味しいの?
作詞・作曲・編曲：前山田健一
3枚目のシングル。
12. 麻衣のカカカタ☆カタオモイ-梵
作詞・作曲・編曲：前山田健一

### 初回限定盤DVD
1. 20112012 feat.VERBAL (m-flo)
2. サンバ de トリコ!!!
3. Start it right away
4. クリスマス?なにそれ?美味しいの?
5. ヒャダインのじょーじょーゆーじょー
6. ヒャダインのカカカタ☆カタオモイ-C
7. からあげクン音頭2012　ヒャダインのリリリリ☆リミックス

## 演奏
- 服部潤：ナレーション (Disc 1 #1)
- VERBAL (m-flo)：ラップ (Disc 1 #2)
- ZAQ、yonji、I WILLの最強ディレクターズ：コーラス (Disc 1 #2)
- 板垣祐介：ギター (Disc 1 #3.8.12.13.14)
- ディスクン星人：ヴォコーダー (Disc 1 #4)
- 下野紘：ボーカル (Disc 1 #6, Disc 2 #5)
- サカモト教授：全楽器演奏 (Disc 1 #10)
- 大神田智彦：ベース (Disc 1 #12)
- 波多江健：ドラムス (Disc 1 #12)
- ももいろクローバーZ：ボーカル (Disc 1 #13)
- 野宮真貴：ボーカル (Disc 2 #14)
- 河村“カースケ”智康 ：ドラムス (Disc 2 #1)
- 田辺トシノ：ベース (Disc 2 #1)
- 柴田俊文：ピアノ、オルガン (Disc 2 #1)
- 藤澤慶昌：ギター (Disc 2 #1)
- 河合わかば：トロンボーン (Disc 2 #1)
- 澤野博敬、遠山拓志：トランペット (Disc 2 #1)
- 庵原良司：テナーサックス (Disc 2 #1)
- じーさんと孫：ボーカル (Disc 2 #3)
- あそうにゃつこ：ボーカル (Disc 2 #4)
- あきこロイドちゃん：ボーカロイド (Disc 2 #5)
- 由比ヶ浜少年少女合唱団：コーラス (Disc 2 #6)
- 日高里菜：ボーカル (Disc 2 #8)
- かよえ!チュー学：コーラス (Disc 2 #10)